# Отенсос
Отенсос (њем. Ottensoos) општина је у њемачкој савезној држави Баварска. Једно је од 27 општинских средишта округа Нирнбергер Ланд. Према процјени из 2010. у општини је живјело 2.039 становника. Посједује регионалну шифру (AGS) 9574146.

## Географски и демографски подаци
Отенсос се налази у савезној држави Баварска у округу Нирнбергер Ланд. Општина се налази на надморској висини од 336 метара. Површина општине износи 10,0 km². У самом мјесту је, према процјени из 2010. године, живјело 2.039 становника. Просјечна густина становништва износи 204 становника/km².